# Temporada 2011 de Fórmula 1
La temporada 2011 de Fórmula 1 fue el 62.º campeonato mundial de Fórmula 1 en la historia. Durante la misma, continuó vigente el Acuerdo de la Concordia.

## Escuderías y pilotos
La siguiente tabla muestra los pilotos confirmados para el Mundial 2011 de F1, ordenados según la clasificación del campeonato de constructores de la temporada anterior.
| Escudería                    | Chasis      | Chasis       | Motor             | Neu. | N.º | Pilotos            | Siglas | Rondas      | Pilotos de pruebas                         |
| ---------------------------- | ----------- | ------------ | ----------------- | ---- | --- | ------------------ | ------ | ----------- | ------------------------------------------ |
| Red Bull Racing              | Red Bull    | RB7          | Renault RS27-2011 | P    | 1   | Sebastian Vettel   | VET    | Todas       |                                            |
| Red Bull Racing              | Red Bull    | RB7          | Renault RS27-2011 | P    | 2   | Mark Webber        | WEB    | Todas       |                                            |
| Vodafone McLaren Mercedes    | McLaren     | MP4-26       | Mercedes FO 108Y  | P    | 3   | Lewis Hamilton     | HAM    | Todas       |                                            |
| Vodafone McLaren Mercedes    | McLaren     | MP4-26       | Mercedes FO 108Y  | P    | 4   | Jenson Button      | BUT    | Todas       |                                            |
| Scuderia Ferrari             | Ferrari     | 150.º Italia | Ferrari 056       | P    | 5   | Fernando Alonso    | ALO    | Todas       |                                            |
| Scuderia Ferrari             | Ferrari     | 150.º Italia | Ferrari 056       | P    | 6   | Felipe Massa       | MAS    | Todas       |                                            |
| Mercedes GP Petronas F1 Team | Mercedes    | MGP W02      | Mercedes FO 108Y  | P    | 7   | Michael Schumacher | MSC    | Todas       |                                            |
| Mercedes GP Petronas F1 Team | Mercedes    | MGP W02      | Mercedes FO 108Y  | P    | 8   | Nico Rosberg       | ROS    | Todas       |                                            |
| Lotus Renault GP             | Renault     | R31          | Renault RS27-2011 | P    | 9   | Nick Heidfeld      | HEI    | 1-11        | Bruno Senna Romain Grosjean                |
| Lotus Renault GP             | Renault     | R31          | Renault RS27-2011 | P    | 9   | Bruno Senna        | SEN    | 12-19       | Bruno Senna Romain Grosjean                |
| Lotus Renault GP             | Renault     | R31          | Renault RS27-2011 | P    | 10  | Vitaly Petrov      | PET    | Todas       | Bruno Senna Romain Grosjean                |
| AT&T Williams F1 Team        | Williams    | FW33         | Cosworth CA2011   | P    | 11  | Rubens Barrichello | BAR    | Todas       |                                            |
| AT&T Williams F1 Team        | Williams    | FW33         | Cosworth CA2011   | P    | 12  | Pastor Maldonado   | MAL    | Todas       |                                            |
| Force India F1 Team          | Force India | VJM04        | Mercedes FO 108Y  | P    | 14  | Adrian Sutil       | SUT    | Todas       | Nico Hülkenberg                            |
| Force India F1 Team          | Force India | VJM04        | Mercedes FO 108Y  | P    | 15  | Paul Di Resta      | DIR    | Todas       | Nico Hülkenberg                            |
| Sauber F1 Team               | Sauber      | C30          | Ferrari 056       | P    | 16  | Kamui Kobayashi    | KOB    | Todas       |                                            |
| Sauber F1 Team               | Sauber      | C30          | Ferrari 056       | P    | 17  | Sergio Pérez       | PER    | 1-6, 8-19   |                                            |
| Sauber F1 Team               | Sauber      | C30          | Ferrari 056       | P    | 17  | Pedro de la Rosa   | DLR    | 7           |                                            |
| Scuderia Toro Rosso          | Toro Rosso  | STR6         | Ferrari 056       | P    | 18  | Sébastien Buemi    | BUE    | Todas       | Daniel Ricciardo Jean-Éric Vergne          |
| Scuderia Toro Rosso          | Toro Rosso  | STR6         | Ferrari 056       | P    | 19  | Jaime Alguersuari  | ALG    | Todas       | Daniel Ricciardo Jean-Éric Vergne          |
| Team Lotus                   | Lotus       | T128         | Renault RS27-2011 | P    | 20  | Heikki Kovalainen  | KOV    | Todas       | Karun Chandhok Luiz Razia Davide Valsecchi |
| Team Lotus                   | Lotus       | T128         | Renault RS27-2011 | P    | 21  | Jarno Trulli       | TRU    | 1-9, 11-19  | Karun Chandhok Luiz Razia Davide Valsecchi |
| Team Lotus                   | Lotus       | T128         | Renault RS27-2011 | P    | 21  | Karun Chandhok     | CHD    | 10          | Karun Chandhok Luiz Razia Davide Valsecchi |
| HRT F1 Team                  | HRT         | F111         | Cosworth CA2011   | P    | 22  | Narain Karthikeyan | KAR    | 1-8,17      | Narain Karthikeyan Jan Charouz             |
| HRT F1 Team                  | HRT         | F111         | Cosworth CA2011   | P    | 22  | Daniel Ricciardo   | RIC    | 9-16,18-19  | Narain Karthikeyan Jan Charouz             |
| HRT F1 Team                  | HRT         | F111         | Cosworth CA2011   | P    | 23  | Vitantonio Liuzzi  | LIU    | 1-16, 18-19 | Narain Karthikeyan Jan Charouz             |
| HRT F1 Team                  | HRT         | F111         | Cosworth CA2011   | P    | 23  | Daniel Ricciardo   | RIC    | 17          | Narain Karthikeyan Jan Charouz             |
| Marussia Virgin Racing       | Virgin      | MVR-02       | Cosworth CA2011   | P    | 24  | Timo Glock         | GLO    | Todas       | Robert Wickens                             |
| Marussia Virgin Racing       | Virgin      | MVR-02       | Cosworth CA2011   | P    | 25  | Jérôme d'Ambrosio  | DAM    | Todas       | Robert Wickens                             |

## Cambios

### Cambios en circuitos
- En última instancia, debido a la fuerte crisis política y social que se ha estado viviendo en los últimos días el mundo árabe, incluyendo al Emirato de Baréin, se ha cancelado la primera carrera del año que inicialmente iba a comenzar el 13 de marzo, por posibles represalias a los altos mandos políticos por la fuerte oleada de manifestaciones violentas. Por lo cual, los directivos de la Fórmula 1 replantearon el inicio de temporada para el Gran Premio de Australia en el Circuito Albert Park, el 27 de marzo. No obstante cabe aclarar que, se tiene previsto que la carrera podría quizá disputarse para finales de temporada intercalada entre el Gran Premio de la India y el Gran Premio de Abu Dabi.[40]
- Tras una reunión Mundial del Deporte Automovilístico del Consejo en París el martes 8 de marzo se ha anunciado que la decisión sobre la posible reprogramación del Gran Premio de Baréin de este año se pospondrá hasta el 1.º de mayo. .[41]
- En el último momento, los organizadores del Gran Premio de Baréin desistieron de llevar a cabo la carrera después de la polémica generalizada de sus problemas internos y que causó mucha confusión a raíz de su posibilidad de aplazamiento y la filtración de información sobre la idea de llevarse a cabo en el mes de diciembre.[42]
- El Gran Premio de Gran Bretaña cambiará su pit-lane a partir de este año, en todas las ocasiones anteriores la primera curva era la denominada Copse pero a partir del presente año 2011 la primera curva será Abbey. Este cambio ha supuesto muchas críticas como por ejemplo que se está perdiendo la historia de este circuito al realizar la remodelación del circuito en el año 2010 y el cambio del pit-lane en el año 2011.[43]

### Cambios de pilotos
- Luca Badoer: tras 10 años en Ferrari, deja el equipo italiano para retirarse.[44]
- Jules Bianchi: el joven piloto francés ha sido contratado como el nuevo piloto de pruebas de Ferrari.[45]
- Jérôme d'Ambrosio: el piloto belga, hasta ahora probador de Virgin Racing, será piloto titular.[38]
- Lucas di Grassi: el brasileño abandona Virgin Racing tras el fichaje de Jérôme d'Ambrosio.
- Paul di Resta: deja de ser el tercer piloto de Force India para ser titular del mismo, sustituyendo al italiano Vitantonio Liuzzi.
- Fairuz Fauzy: el piloto de origen malayo deja el equipo Lotus Racing para ser tercer piloto de Renault.
- Esteban Gutiérrez: el piloto campeón de la temporada 2010 de GP3 Series es el nuevo piloto de pruebas de la escudería Sauber.[46]
- Nick Heidfeld: abandona Sauber y ficha por Renault debido a la lesión de Robert Kubica.[15]
- Nico Hülkenberg abandona el equipo Williams para convertirse en tercer piloto de Force India.
- Bruno Senna: deja Hispania Racing para ser probador de Renault.
- Narain Karthikeyan: tras seis años, el piloto indio vuelve a la categoría tras ser contratado por HRT como piloto oficial, y haber probado en los Estados Unidos en la serie NASCAR Camping World Truck Series en 2010.
- Vitantonio Liuzzi: abandona Force India tras rescindir su contrato y ficha por HRT.
- Pastor Maldonado: el piloto venezolano, campeón de la temporada 2010 de GP2 Series, ha sido contratado como nuevo piloto titular de Williams.[19]
- Sergio Pérez: el mexicano, subcampeón de la temporada 2010 de GP2 Series, se incorpora en la temporada 2011 como nuevo piloto del equipo Sauber.[22]
- Daniel Ricciardo pilotará en los libres del viernes de los GP en lugar de uno de los pilotos de Toro Rosso, siendo el tercer piloto del equipo. Posteriormente,a partir del Gran Premio de Gran Bretaña, reemplazó a Narain Karthikeyan en el equipo HRT hasta final de temporada, salvo en el Gran Premio de la India.
- Pedro de la Rosa: vuelve a McLaren como tercer piloto del equipo.
- Karun Chandhok: abandonó su puesto en HRT y se incorporó a Lotus.

### Cambios reglamentarios y técnicos

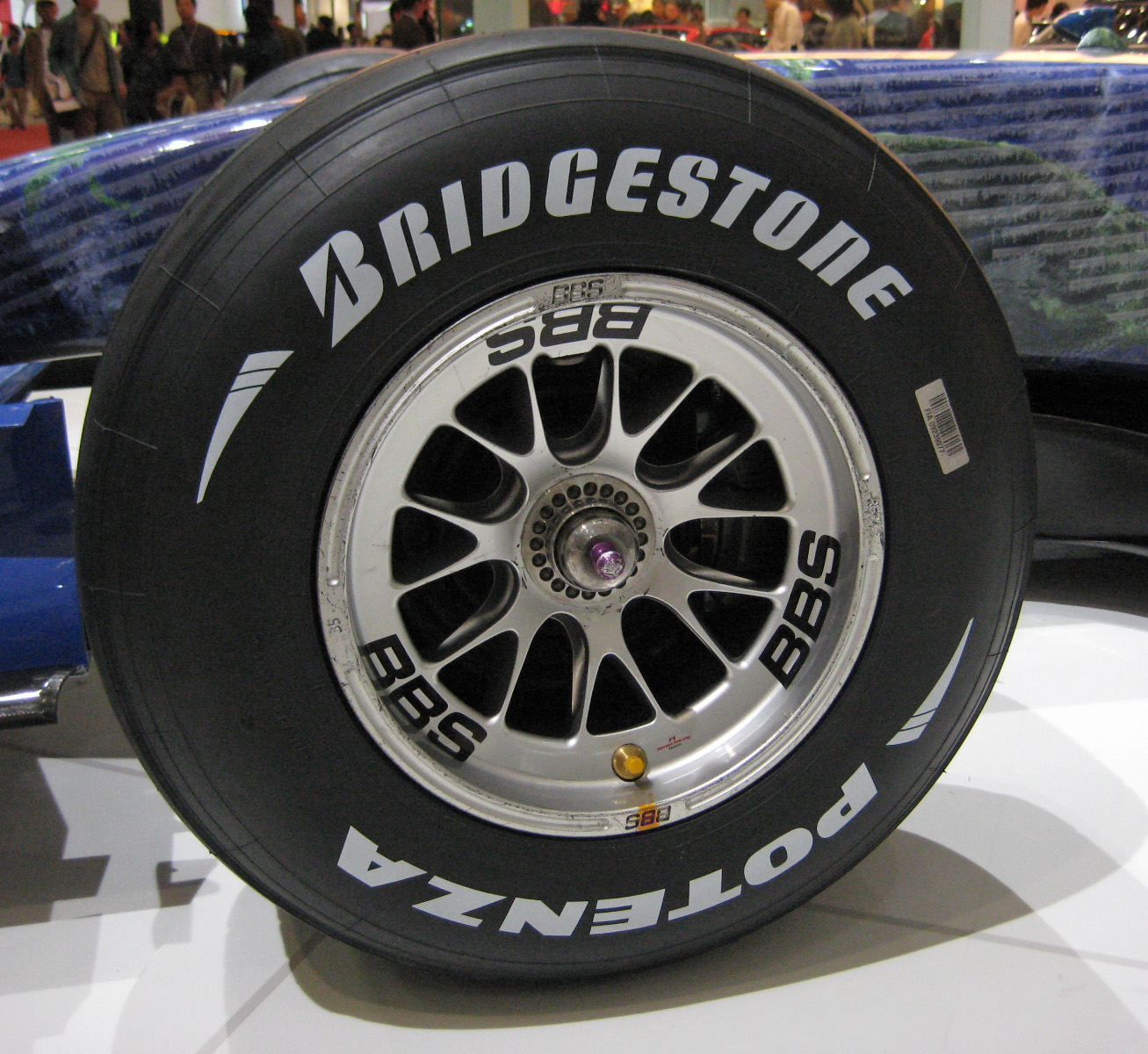
Bridgestone abandona la Fórmula 1 tras 14 años y 242 Grandes Premios suministrando neumáticos.

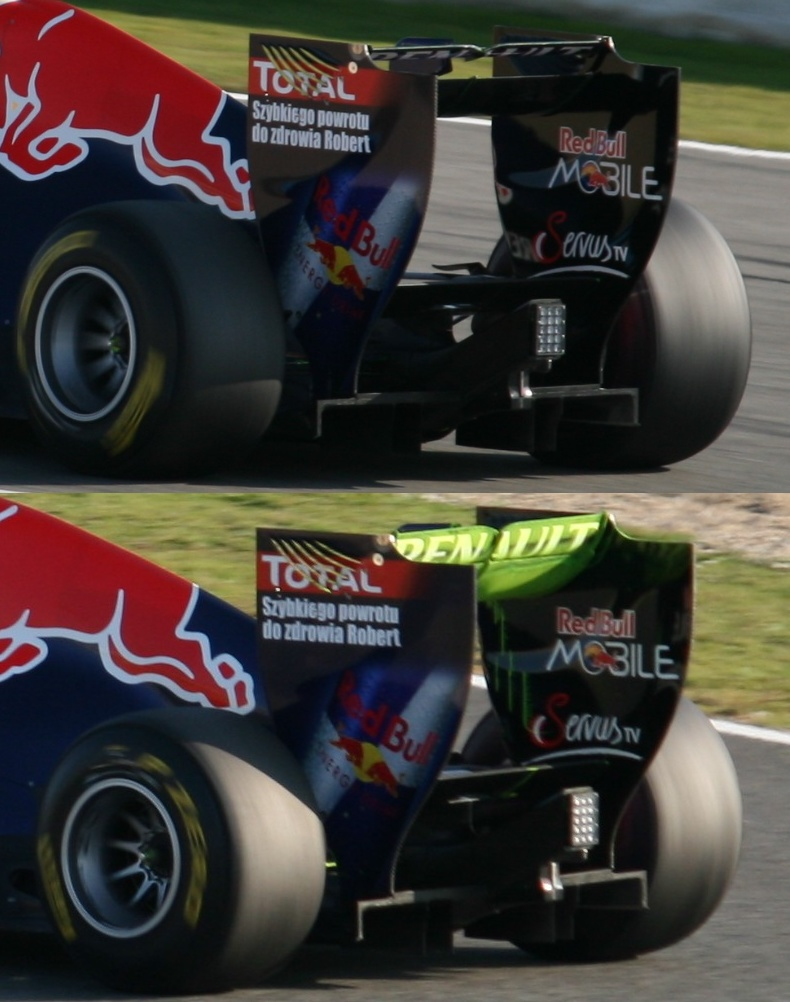
El alerón trasero ajustable del Red Bull RB7.

- La casa italiana Pirelli fue elegida por la FIA como nuevo suministrador de neumáticos para los próximos años en junio de 2010, sustituyendo a Bridgestone. Entre las solicitantes estaban Kumho, Hankook, Nexen,[47] Michelin[48] y Avon.[49]
- La altura máxima del difusor se reducirá de 175 milímetros a 125 milímetros a causa de la reducción de carga aerodinámica. Además, también se acordó prohibir los diseños de doble difusor.
- Con el fin de compensar el aumento de peso provocado por el KERS, el peso mínimo del coche se incrementará de 620 kilogramos a 640 kilogramos.
- La FOTA acordó prohibir el discutido F-duct, sistema desarrollado inicialmente por McLaren para el MP4-25 y posteriormente copiado por los otros equipos a lo largo de la temporada 2010.
- Introducción del DRS por las siglas en inglés Drag Reduction System. En la reunión del Consejo Mundial del Motor en Ginebra en junio de 2010, un sistema ajustable del alerón trasero fue confirmado. Ha sido instituido para facilitar los adelantamientos, actuando como un sustituto del sistema F-duct. El alerón trasero ajustable solo estaría disponible en determinadas condiciones, a confirmar, los pilotos solo podrán utilizarlo cuando se encuentren a un segundo del coche de delante, pero no será utilizable en las tres primeras vueltas de la carrera, o en las tres siguientes tras la marcha de un auto de seguridad. El sistema espera ofrecer a los monoplazas una velocidad adicional de 15 km/h y se desactivará cuando el conductor toque el freno.
- Esta temporada significará el regreso de la regla del 107% en la calificación. Según esta norma, a cualquier piloto que supere el 107% del tiempo del poleman en la calificación no se le permitirá tomar parte en la carrera, salvo que se den condiciones especiales como por ejemplo pista mojada. Esto responde a motivos de seguridad, por la presencia de equipos nuevos mucho menos competitivos que los "clásicos" como McLaren o Ferrari.
- Por primera vez, los coches tendrán una distribución del peso obligatorio, según se informó, del 46-54%. Con ello se pretende evitar que las escuderías realicen cambios costosos en la configuración interna de su vehículo.
- Las suspensiones poseerán doble cadena sujetadora para evitar que se desprenda el neumático, evitando así situaciones muy peligrosas.
- Se permitirán las órdenes de equipo, aunque dejando un pequeño margen a la interpretación para aquellas acciones por parte de los equipos que pueden suponer un descrédito para el deporte.[50][51]
- La Federación Internacional del Automóvil (inicialmente) limitó el uso de los "escapes sopladores" desde el Gran Premio de España. Básicamente el uso de estos escapes es mantener el flujo constante de gases en todo momento, lo cual genera un apoyo aerodinámico extra. La Federación limitara dicho flujo al 10% al momento de frenada y acelerada. Debido a que es compleja la modificación de dichos escapes, los equipos y la FIA llegaron a un acuerdo de que la limitación sea prorrogada para después del GP de España.[52]
- Todos los equipos, menos HRT y Lotus, introdujeron el KERS para esta temporada, que había sido implementado en 2009 pero que en 2010 no fue usado por ningún equipo.[53][54]

### Cambios de escuderías
- Renault: con la compra total del 25% restante del equipo Renault F1 Team por parte de Genii Capital, Lotus Cars entra como patrocinador principal del equipo, colocando sus logos en gran parte del coche y los colores negro y dorado.
- Hispania Racing cambió su nombre a HRT.

## Calendario de presentaciones
| Escudería     | Chasis       | Imagen | Fecha         | Lugar                |
| ------------- | ------------ | ------ | ------------- | -------------------- |
| Ferrari       | 150.º Italia |        | 28 de enero   | Maranello, Italia    |
| Lotus Renault | R31          |        | 31 de enero   | Cheste, España       |
| Sauber        | C30          |        | 31 de enero   | Cheste, España       |
| Lotus         | T128         |        | 31 de enero   | En línea             |
| Red Bull      | RB7          |        | 1 de febrero  | Cheste, España       |
| Toro Rosso    | STR6         |        | 1 de febrero  | Cheste, España       |
| Mercedes      | MGP W02      |        | 1 de febrero  | Cheste, España       |
| McLaren       | MP4-26       |        | 4 de febrero  | Berlín, Alemania     |
| Virgin        | MVR-02       |        | 7 de febrero  | Londres, Reino Unido |
| Force India   | VJM04        |        | 8 de febrero  | En línea             |
| Williams      | FW33         |        | 24 de febrero | En línea             |
| HRT           | F111         |        | 11 de marzo   | Montmeló, España     |

- [56]

## Entrenamientos

### Pretemporada
| Sesión | Fecha         | Circuito                       | País   | Piloto             | Escudería | Mejor tiempo | Vueltas |
| ------ | ------------- | ------------------------------ | ------ | ------------------ | --------- | ------------ | ------- |
| 1      | 1 de febrero  | Circuito Ricardo Tormo, Cheste | España | Sebastian Vettel   | Red Bull  | 1:13:769     | 93      |
| 1      | 2 de febrero  | Circuito Ricardo Tormo, Cheste | España | Fernando Alonso    | Ferrari   | 1:13:307     | 108     |
| 1      | 3 de febrero  | Circuito Ricardo Tormo, Cheste | España | Robert Kubica      | Renault   | 1:13:144     | 97      |
| 2      | 10 de febrero | Circuito de Jerez, Jerez       | España | Felipe Massa       | Ferrari   | 1:20:709     | 101     |
| 2      | 11 de febrero | Circuito de Jerez, Jerez       | España | Michael Schumacher | Mercedes  | 1:20:352     | 112     |
| 2      | 12 de febrero | Circuito de Jerez, Jerez       | España | Nick Heidfeld      | Renault   | 1:20:361     | 86      |
| 2      | 13 de febrero | Circuito de Jerez, Jerez       | España | Rubens Barrichello | Williams  | 1:19:832     | 103     |
| 3      | 18 de febrero | Circuito de Cataluña, Montmeló | España | Sebastian Vettel   | Red Bull  | 1:24:374     | 37      |
| 3      | 19 de febrero | Circuito de Cataluña, Montmeló | España | Sebastian Vettel   | Red Bull  | 1:23:410     | 104     |
| 3      | 20 de febrero | Circuito de Cataluña, Montmeló | España | Nico Rosberg       | Mercedes  | 1:23:168     | 92      |
| 3      | 21 de febrero | Circuito de Cataluña, Montmeló | España | Felipe Massa       | Ferrari   | 1:22:625     | 121     |
| 4      | 8 de marzo    | Circuito de Cataluña, Montmeló | España | Mark Webber        | Red Bull  | 1:22:544     | 97      |
| 4      | 9 de marzo    | Circuito de Cataluña, Montmeló | España | Sebastian Vettel   | Red Bull  | 1:21:865     | 112     |
| 4      | 10 de marzo   | Circuito de Cataluña, Montmeló | España | Sergio Pérez       | Sauber    | 1:21:761     | 95      |
| 4      | 11 de marzo   | Circuito de Cataluña, Montmeló | España | Michael Schumacher | Mercedes  | 1:21:249     | 67      |
| 4      | 12 de marzo   | Circuito de Cataluña, Montmeló | España | Nico Rosberg       | Mercedes  | 1:43:814     | 35      |

### Postemporada
| N.º | Circuito            | País                   | Fecha           | Mejor tiempo absoluto | Piloto           | Escudería | Tipo de test    |
| --- | ------------------- | ---------------------- | --------------- | --------------------- | ---------------- | --------- | --------------- |
| 1   | Circuito Yas Marina | Emiratos Árabes Unidos | 15 de noviembre | 1:40.011              | Jean-Éric Vergne | Red Bull  | Jóvenes pilotos |
| 1   | Circuito Yas Marina | Emiratos Árabes Unidos | 16 de noviembre | 1:40.188              | Jean-Éric Vergne | Red Bull  | Jóvenes pilotos |
| 1   | Circuito Yas Marina | Emiratos Árabes Unidos | 17 de noviembre | 1:38.917              | Jean-Éric Vergne | Red Bull  | Jóvenes pilotos |

## Calendario
| Ronda   | Gran Premio                  | Circuito                                            | Fecha            |
| ------- | ---------------------------- | --------------------------------------------------- | ---------------- |
| -       | Gran Premio de Baréin        | Circuito Internacional de Baréin, Sakhir            | Cancelado        |
| 1       | Gran Premio de Australia     | Circuito de Albert Park, Melbourne                  | 27 de marzo      |
| 2       | Gran Premio de Malasia       | Circuito Internacional de Sepang, Sepang            | 10 de abril      |
| 3       | Gran Premio de China         | Circuito Internacional de Shanghái, Shanghái        | 17 de abril      |
| 4       | Gran Premio de Turquía       | Circuito de Estambul, Estambul                      | 8 de mayo        |
| 5       | Gran Premio de España        | Circuito de Barcelona-Cataluña, Montmeló            | 22 de mayo       |
| 6       | Gran Premio de Mónaco        | Circuito de Mónaco, Montecarlo                      | 29 de mayo       |
| 7       | Gran Premio de Canadá        | Circuito Gilles Villeneuve, Montreal                | 12 de junio      |
| 8       | Gran Premio de Europa        | Circuito urbano de Valencia, Valencia               | 26 de junio      |
| 9       | Gran Premio de Gran Bretaña  | Circuito de Silverstone, Silverstone                | 10 de julio      |
| 10      | Gran Premio de Alemania      | Nürburgring, Nürburg                                | 24 de julio      |
| 11      | Gran Premio de Hungría       | Hungaroring, Mogyoród                               | 31 de julio      |
| 12      | Gran Premio de Bélgica       | Circuito de Spa-Francorchamps, Spa                  | 28 de agosto     |
| 13      | Gran Premio de Italia        | Autodromo Nazionale di Monza, Monza                 | 11 de septiembre |
| 14      | Gran Premio de Singapur      | Circuito callejero de Marina Bay, Singapur          | 25 de septiembre |
| 15      | Gran Premio de Japón         | Circuito de Suzuka, Suzuka                          | 9 de octubre     |
| 16      | Gran Premio de Corea del Sur | Circuito Internacional de Corea, Condado de Yeongam | 16 de octubre    |
| 17      | Gran Premio de la India      | Circuito Internacional de Buddh, Greater Noida      | 30 de octubre    |
| 18      | Gran Premio de Abu Dabi      | Circuito Yas Marina, Isla Yas, Abu Dabi             | 13 de noviembre  |
| 19      | Gran Premio de Brasil        | Autódromo José Carlos Pace, São Paulo               | 27 de noviembre  |
| Fuente: |                              |                                                     |                  |

## Resultados
Esta temporada contará con un nuevo Gran Premio, el de la India en el circuito Jaypee Group. La FIA emitió el 8 de septiembre de 2010 el calendario oficial de la temporada 2011.El 21 de febrero, sin embargo, la FIA decidió cancelar la prueba inaugural de la temporada en Baréin, junto con el gobierno local, debido a las revueltas populares acontecidas en el país, quedando pendiente la decisión de si se cancela totalmente o de si se celebrará a lo largo del campeonato. Así, el inicio de la temporada queda pospuesto del 13 de marzo al 27 del mismo mes, fecha en la que se celebrará el Gran Premio de Australia.
| Ronda | Fecha                     | Gran Premio | Mapa del circuito    | Resultados       | Resultados         | Resultados       | Resultados       |
| ----- | ------------------------- | --- | -------------------- | ---------------- | ------------------ | ---------------- | ---------------- |
| 1     | 25, 26 y 27 de marzo      | Gran Premio de Australia Circuito de Albert Park Longitud: 307,574 km Vueltas: 58 Ganador 2010: Jenson Button, McLaren      |                      | Libres 1         | Mark Webber        | Ganador          | Sebastian Vettel |
| 1     | 25, 26 y 27 de marzo      | Gran Premio de Australia Circuito de Albert Park Longitud: 307,574 km Vueltas: 58 Ganador 2010: Jenson Button, McLaren      | Libres 2             | Jenson Button    | 2.do puesto        | Lewis Hamilton   |                  |
| 1     | 25, 26 y 27 de marzo      | Gran Premio de Australia Circuito de Albert Park Longitud: 307,574 km Vueltas: 58 Ganador 2010: Jenson Button, McLaren      | Libres 3             | Sebastian Vettel | 3.er puesto        | Vitaly Petrov    |                  |
| 1     | 25, 26 y 27 de marzo      | Gran Premio de Australia Circuito de Albert Park Longitud: 307,574 km Vueltas: 58 Ganador 2010: Jenson Button, McLaren      | Pole position        | Sebastian Vettel | Vuelta rápida      | Felipe Massa     |                  |
| 1     | 25, 26 y 27 de marzo      | Gran Premio de Australia Circuito de Albert Park Longitud: 307,574 km Vueltas: 58 Ganador 2010: Jenson Button, McLaren      | Resultados completos |                  |                    |                  |                  |
| 2     | 8, 9 y 10 de abril        | Gran Premio de Malasia Circuito de Sepang Longitud: 310,408 km Vueltas: 56 Ganador 2010: Sebastian Vettel, Red Bull         |                      | Libres 1         | Mark Webber        | Ganador          | Sebastian Vettel |
| 2     | 8, 9 y 10 de abril        | Gran Premio de Malasia Circuito de Sepang Longitud: 310,408 km Vueltas: 56 Ganador 2010: Sebastian Vettel, Red Bull         | Libres 2             | Mark Webber      | 2.do puesto        | Jenson Button    |                  |
| 2     | 8, 9 y 10 de abril        | Gran Premio de Malasia Circuito de Sepang Longitud: 310,408 km Vueltas: 56 Ganador 2010: Sebastian Vettel, Red Bull         | Libres 3             | Lewis Hamilton   | 3.er puesto        | Nick Heidfeld    |                  |
| 2     | 8, 9 y 10 de abril        | Gran Premio de Malasia Circuito de Sepang Longitud: 310,408 km Vueltas: 56 Ganador 2010: Sebastian Vettel, Red Bull         | Pole position        | Sebastian Vettel | Vuelta rápida      | Mark Webber      |                  |
| 2     | 8, 9 y 10 de abril        | Gran Premio de Malasia Circuito de Sepang Longitud: 310,408 km Vueltas: 56 Ganador 2010: Sebastian Vettel, Red Bull         | Resultados completos |                  |                    |                  |                  |
| 3     | 15, 16 y 17 de abril      | Gran Premio de China Circuito de Shanghái Longitud: 305,066 km Vueltas: 56 Ganador 2010: Jenson Button, McLaren             |                      | Libres 1         | Sebastian Vettel   | Ganador          | Lewis Hamilton   |
| 3     | 15, 16 y 17 de abril      | Gran Premio de China Circuito de Shanghái Longitud: 305,066 km Vueltas: 56 Ganador 2010: Jenson Button, McLaren             | Libres 2             | Sebastian Vettel | 2.do puesto        | Sebastian Vettel |                  |
| 3     | 15, 16 y 17 de abril      | Gran Premio de China Circuito de Shanghái Longitud: 305,066 km Vueltas: 56 Ganador 2010: Jenson Button, McLaren             | Libres 3             | Sebastian Vettel | 3.er puesto        | Mark Webber      |                  |
| 3     | 15, 16 y 17 de abril      | Gran Premio de China Circuito de Shanghái Longitud: 305,066 km Vueltas: 56 Ganador 2010: Jenson Button, McLaren             | Pole position        | Sebastian Vettel | Vuelta rápida      | Mark Webber      |                  |
| 3     | 15, 16 y 17 de abril      | Gran Premio de China Circuito de Shanghái Longitud: 305,066 km Vueltas: 56 Ganador 2010: Jenson Button, McLaren             | Resultados completos |                  |                    |                  |                  |
| 4     | 6, 7 y 8 de mayo          | Gran Premio de Turquía Circuito de Estambul Longitud: 309,720 km Vueltas: 58 Ganador 2010: Lewis Hamilton, McLaren          |                      | Libres 1         | Fernando Alonso    | Ganador          | Sebastian Vettel |
| 4     | 6, 7 y 8 de mayo          | Gran Premio de Turquía Circuito de Estambul Longitud: 309,720 km Vueltas: 58 Ganador 2010: Lewis Hamilton, McLaren          | Libres 2             | Jenson Button    | 2.do puesto        | Mark Webber      |                  |
| 4     | 6, 7 y 8 de mayo          | Gran Premio de Turquía Circuito de Estambul Longitud: 309,720 km Vueltas: 58 Ganador 2010: Lewis Hamilton, McLaren          | Libres 3             | Sebastian Vettel | 3.er puesto        | Fernando Alonso  |                  |
| 4     | 6, 7 y 8 de mayo          | Gran Premio de Turquía Circuito de Estambul Longitud: 309,720 km Vueltas: 58 Ganador 2010: Lewis Hamilton, McLaren          | Pole position        | Sebastian Vettel | Vuelta rápida      | Mark Webber      |                  |
| 4     | 6, 7 y 8 de mayo          | Gran Premio de Turquía Circuito de Estambul Longitud: 309,720 km Vueltas: 58 Ganador 2010: Lewis Hamilton, McLaren          | Resultados completos |                  |                    |                  |                  |
| 5     | 20, 21 y 22 de mayo       | Gran Premio de España Circuito de Cataluña Longitud: 307,104 km Vueltas: 66 Ganador 2010: Mark Webber, Red Bull             |                      | Libres 1         | Mark Webber        | Ganador          | Sebastian Vettel |
| 5     | 20, 21 y 22 de mayo       | Gran Premio de España Circuito de Cataluña Longitud: 307,104 km Vueltas: 66 Ganador 2010: Mark Webber, Red Bull             | Libres 2             | Mark Webber      | 2.do puesto        | Lewis Hamilton   |                  |
| 5     | 20, 21 y 22 de mayo       | Gran Premio de España Circuito de Cataluña Longitud: 307,104 km Vueltas: 66 Ganador 2010: Mark Webber, Red Bull             | Libres 3             | Sebastian Vettel | 3.er puesto        | Jenson Button    |                  |
| 5     | 20, 21 y 22 de mayo       | Gran Premio de España Circuito de Cataluña Longitud: 307,104 km Vueltas: 66 Ganador 2010: Mark Webber, Red Bull             | Pole position        | Mark Webber      | Vuelta rápida      | Lewis Hamilton   |                  |
| 5     | 20, 21 y 22 de mayo       | Gran Premio de España Circuito de Cataluña Longitud: 307,104 km Vueltas: 66 Ganador 2010: Mark Webber, Red Bull             | Resultados completos |                  |                    |                  |                  |
| 6     | 26, 28 y 29 de mayo       | Gran Premio de Mónaco Circuito de Monte Carlo Longitud: 260,520 km Vueltas: 78 Ganador 2010: Mark Webber, Red Bull          |                      | Libres 1         | Sebastian Vettel   | Ganador          | Sebastian Vettel |
| 6     | 26, 28 y 29 de mayo       | Gran Premio de Mónaco Circuito de Monte Carlo Longitud: 260,520 km Vueltas: 78 Ganador 2010: Mark Webber, Red Bull          | Libres 2             | Fernando Alonso  | 2.do puesto        | Fernando Alonso  |                  |
| 6     | 26, 28 y 29 de mayo       | Gran Premio de Mónaco Circuito de Monte Carlo Longitud: 260,520 km Vueltas: 78 Ganador 2010: Mark Webber, Red Bull          | Libres 3             | Fernando Alonso  | 3.er puesto        | Jenson Button    |                  |
| 6     | 26, 28 y 29 de mayo       | Gran Premio de Mónaco Circuito de Monte Carlo Longitud: 260,520 km Vueltas: 78 Ganador 2010: Mark Webber, Red Bull          | Pole position        | Sebastian Vettel | Vuelta rápida      | Mark Webber      |                  |
| 6     | 26, 28 y 29 de mayo       | Gran Premio de Mónaco Circuito de Monte Carlo Longitud: 260,520 km Vueltas: 78 Ganador 2010: Mark Webber, Red Bull          | Resultados completos |                  |                    |                  |                  |
| 7     | 10, 11 y 12 de junio      | Gran Premio de Canadá Circuito Gilles Villeneuve Longitud: 305,270 km Vueltas: 70 Ganador 2010: Lewis Hamilton, McLaren     |                      | Libres 1         | Nico Rosberg       | Ganador          | Jenson Button    |
| 7     | 10, 11 y 12 de junio      | Gran Premio de Canadá Circuito Gilles Villeneuve Longitud: 305,270 km Vueltas: 70 Ganador 2010: Lewis Hamilton, McLaren     | Libres 2             | Fernando Alonso  | 2.do puesto        | Sebastian Vettel |                  |
| 7     | 10, 11 y 12 de junio      | Gran Premio de Canadá Circuito Gilles Villeneuve Longitud: 305,270 km Vueltas: 70 Ganador 2010: Lewis Hamilton, McLaren     | Libres 3             | Sebastian Vettel | 3.er puesto        | Mark Webber      |                  |
| 7     | 10, 11 y 12 de junio      | Gran Premio de Canadá Circuito Gilles Villeneuve Longitud: 305,270 km Vueltas: 70 Ganador 2010: Lewis Hamilton, McLaren     | Pole position        | Sebastian Vettel | Vuelta rápida      | Jenson Button    |                  |
| 7     | 10, 11 y 12 de junio      | Gran Premio de Canadá Circuito Gilles Villeneuve Longitud: 305,270 km Vueltas: 70 Ganador 2010: Lewis Hamilton, McLaren     | Resultados completos |                  |                    |                  |                  |
| 8     | 24, 25 y 26 de junio      | Gran Premio de Europa Circuito de Valencia Longitud: 308,883 km Vueltas: 57 Ganador 2010: Sebastian Vettel, Red Bull        |                      | Libres 1         | Mark Webber        | Ganador          | Sebastian Vettel |
| 8     | 24, 25 y 26 de junio      | Gran Premio de Europa Circuito de Valencia Longitud: 308,883 km Vueltas: 57 Ganador 2010: Sebastian Vettel, Red Bull        | Libres 2             | Fernando Alonso  | 2.do puesto        | Fernando Alonso  |                  |
| 8     | 24, 25 y 26 de junio      | Gran Premio de Europa Circuito de Valencia Longitud: 308,883 km Vueltas: 57 Ganador 2010: Sebastian Vettel, Red Bull        | Libres 3             | Sebastian Vettel | 3.er puesto        | Mark Webber      |                  |
| 8     | 24, 25 y 26 de junio      | Gran Premio de Europa Circuito de Valencia Longitud: 308,883 km Vueltas: 57 Ganador 2010: Sebastian Vettel, Red Bull        | Pole position        | Sebastian Vettel | Vuelta rápida      | Sebastian Vettel |                  |
| 8     | 24, 25 y 26 de junio      | Gran Premio de Europa Circuito de Valencia Longitud: 308,883 km Vueltas: 57 Ganador 2010: Sebastian Vettel, Red Bull        | Resultados completos |                  |                    |                  |                  |
| 9     | 8, 9 y 10 de julio        | Gran Premio de Gran Bretaña Circuito de Silverstone Longitud: 306,747 km Vueltas: 52 Ganador 2010: Mark Webber, Red Bull    |                      | Libres 1         | Mark Webber        | Ganador          | Fernando Alonso  |
| 9     | 8, 9 y 10 de julio        | Gran Premio de Gran Bretaña Circuito de Silverstone Longitud: 306,747 km Vueltas: 52 Ganador 2010: Mark Webber, Red Bull    | Libres 2             | Felipe Massa     | 2.do puesto        | Sebastian Vettel |                  |
| 9     | 8, 9 y 10 de julio        | Gran Premio de Gran Bretaña Circuito de Silverstone Longitud: 306,747 km Vueltas: 52 Ganador 2010: Mark Webber, Red Bull    | Libres 3             | Sebastian Vettel | 3.er puesto        | Mark Webber      |                  |
| 9     | 8, 9 y 10 de julio        | Gran Premio de Gran Bretaña Circuito de Silverstone Longitud: 306,747 km Vueltas: 52 Ganador 2010: Mark Webber, Red Bull    | Pole position        | Mark Webber      | Vuelta rápida      | Fernando Alonso  |                  |
| 9     | 8, 9 y 10 de julio        | Gran Premio de Gran Bretaña Circuito de Silverstone Longitud: 306,747 km Vueltas: 52 Ganador 2010: Mark Webber, Red Bull    | Resultados completos |                  |                    |                  |                  |
| 10    | 22, 23 y 24 de julio      | Gran Premio de Alemania Nürburgring Longitud: 306,458 km Vueltas: 67 Ganador 2010: Fernando Alonso, Ferrari                 |                      | Libres 1         | Fernando Alonso    | Ganador          | Lewis Hamilton   |
| 10    | 22, 23 y 24 de julio      | Gran Premio de Alemania Nürburgring Longitud: 306,458 km Vueltas: 67 Ganador 2010: Fernando Alonso, Ferrari                 | Libres 2             | Mark Webber      | 2.do puesto        | Fernando Alonso  |                  |
| 10    | 22, 23 y 24 de julio      | Gran Premio de Alemania Nürburgring Longitud: 306,458 km Vueltas: 67 Ganador 2010: Fernando Alonso, Ferrari                 | Libres 3             | Sebastian Vettel | 3.er puesto        | Mark Webber      |                  |
| 10    | 22, 23 y 24 de julio      | Gran Premio de Alemania Nürburgring Longitud: 306,458 km Vueltas: 67 Ganador 2010: Fernando Alonso, Ferrari                 | Pole position        | Mark Webber      | Vuelta rápida      | Lewis Hamilton   |                  |
| 10    | 22, 23 y 24 de julio      | Gran Premio de Alemania Nürburgring Longitud: 306,458 km Vueltas: 67 Ganador 2010: Fernando Alonso, Ferrari                 | Resultados completos |                  |                    |                  |                  |
| 11    | 29, 30 y 31 de julio      | Gran Premio de Hungría Circuito de Hungaroring Longitud: 306,660 km Vueltas: 70 Ganador 2010: Mark Webber, Red Bull         |                      | Libres 1         | Lewis Hamilton     | Ganador          | Jenson Button    |
| 11    | 29, 30 y 31 de julio      | Gran Premio de Hungría Circuito de Hungaroring Longitud: 306,660 km Vueltas: 70 Ganador 2010: Mark Webber, Red Bull         | Libres 2             | Lewis Hamilton   | 2.do puesto        | Sebastian Vettel |                  |
| 11    | 29, 30 y 31 de julio      | Gran Premio de Hungría Circuito de Hungaroring Longitud: 306,660 km Vueltas: 70 Ganador 2010: Mark Webber, Red Bull         | Libres 3             | Sebastian Vettel | 3.er puesto        | Fernando Alonso  |                  |
| 11    | 29, 30 y 31 de julio      | Gran Premio de Hungría Circuito de Hungaroring Longitud: 306,660 km Vueltas: 70 Ganador 2010: Mark Webber, Red Bull         | Pole position        | Sebastian Vettel | Vuelta rápida      | Felipe Massa     |                  |
| 11    | 29, 30 y 31 de julio      | Gran Premio de Hungría Circuito de Hungaroring Longitud: 306,660 km Vueltas: 70 Ganador 2010: Mark Webber, Red Bull         | Resultados completos |                  |                    |                  |                  |
| 12    | 26, 27 y 28 de agosto     | Gran Premio de Bélgica Circuito de Spa-Francorchamps Longitud: 308,238 km Vueltas: 44 Ganador 2010: Lewis Hamilton, McLaren |                      | Libres 1         | Michael Schumacher | Ganador          | Sebastian Vettel |
| 12    | 26, 27 y 28 de agosto     | Gran Premio de Bélgica Circuito de Spa-Francorchamps Longitud: 308,238 km Vueltas: 44 Ganador 2010: Lewis Hamilton, McLaren | Libres 2             | Mark Webber      | 2.do puesto        | Mark Webber      |                  |
| 12    | 26, 27 y 28 de agosto     | Gran Premio de Bélgica Circuito de Spa-Francorchamps Longitud: 308,238 km Vueltas: 44 Ganador 2010: Lewis Hamilton, McLaren | Libres 3             | Mark Webber      | 3.er puesto        | Jenson Button    |                  |
| 12    | 26, 27 y 28 de agosto     | Gran Premio de Bélgica Circuito de Spa-Francorchamps Longitud: 308,238 km Vueltas: 44 Ganador 2010: Lewis Hamilton, McLaren | Pole position        | Sebastian Vettel | Vuelta rápida      | Mark Webber      |                  |
| 12    | 26, 27 y 28 de agosto     | Gran Premio de Bélgica Circuito de Spa-Francorchamps Longitud: 308,238 km Vueltas: 44 Ganador 2010: Lewis Hamilton, McLaren | Resultados completos |                  |                    |                  |                  |
| 13    | 9, 10 y 11 de septiembre  | Gran Premio de Italia Circuito de Monza Longitud: 306,720 km Vueltas: 53 Ganador 2010: Fernando Alonso, Ferrari             |                      | Libres 1         | Lewis Hamilton     | Ganador          | Sebastian Vettel |
| 13    | 9, 10 y 11 de septiembre  | Gran Premio de Italia Circuito de Monza Longitud: 306,720 km Vueltas: 53 Ganador 2010: Fernando Alonso, Ferrari             | Libres 2             | Sebastian Vettel | 2.do puesto        | Jenson Button    |                  |
| 13    | 9, 10 y 11 de septiembre  | Gran Premio de Italia Circuito de Monza Longitud: 306,720 km Vueltas: 53 Ganador 2010: Fernando Alonso, Ferrari             | Libres 3             | Sebastian Vettel | 3.er puesto        | Fernando Alonso  |                  |
| 13    | 9, 10 y 11 de septiembre  | Gran Premio de Italia Circuito de Monza Longitud: 306,720 km Vueltas: 53 Ganador 2010: Fernando Alonso, Ferrari             | Pole position        | Sebastian Vettel | Vuelta rápida      | Lewis Hamilton   |                  |
| 13    | 9, 10 y 11 de septiembre  | Gran Premio de Italia Circuito de Monza Longitud: 306,720 km Vueltas: 53 Ganador 2010: Fernando Alonso, Ferrari             | Resultados completos |                  |                    |                  |                  |
| 14    | 23, 24 y 25 de septiembre | Gran Premio de Singapur Circuito de Singapur Longitud: 309,316 km Vueltas: 61 Ganador 2010: Fernando Alonso, Ferrari        |                      | Libres 1         | Lewis Hamilton     | Ganador          | Sebastian Vettel |
| 14    | 23, 24 y 25 de septiembre | Gran Premio de Singapur Circuito de Singapur Longitud: 309,316 km Vueltas: 61 Ganador 2010: Fernando Alonso, Ferrari        | Libres 2             | Sebastian Vettel | 2.do puesto        | Jenson Button    |                  |
| 14    | 23, 24 y 25 de septiembre | Gran Premio de Singapur Circuito de Singapur Longitud: 309,316 km Vueltas: 61 Ganador 2010: Fernando Alonso, Ferrari        | Libres 3             | Mark Webber      | 3.er puesto        | Mark Webber      |                  |
| 14    | 23, 24 y 25 de septiembre | Gran Premio de Singapur Circuito de Singapur Longitud: 309,316 km Vueltas: 61 Ganador 2010: Fernando Alonso, Ferrari        | Pole position        | Sebastian Vettel | Vuelta rápida      | Jenson Button    |                  |
| 14    | 23, 24 y 25 de septiembre | Gran Premio de Singapur Circuito de Singapur Longitud: 309,316 km Vueltas: 61 Ganador 2010: Fernando Alonso, Ferrari        | Resultados completos |                  |                    |                  |                  |
| 15    | 7, 8 y 9 de octubre       | Gran Premio de Japón Circuito de Suzuka Longitud: 307,573 km Vueltas: 53 Ganador 2010: Sebastian Vettel, Red Bull           |                      | Libres 1         | Jenson Button      | Ganador          | Jenson Button    |
| 15    | 7, 8 y 9 de octubre       | Gran Premio de Japón Circuito de Suzuka Longitud: 307,573 km Vueltas: 53 Ganador 2010: Sebastian Vettel, Red Bull           | Libres 2             | Jenson Button    | 2.do puesto        | Fernando Alonso  |                  |
| 15    | 7, 8 y 9 de octubre       | Gran Premio de Japón Circuito de Suzuka Longitud: 307,573 km Vueltas: 53 Ganador 2010: Sebastian Vettel, Red Bull           | Libres 3             | Jenson Button    | 3.er puesto        | Sebastian Vettel |                  |
| 15    | 7, 8 y 9 de octubre       | Gran Premio de Japón Circuito de Suzuka Longitud: 307,573 km Vueltas: 53 Ganador 2010: Sebastian Vettel, Red Bull           | Pole position        | Sebastian Vettel | Vuelta rápida      | Jenson Button    |                  |
| 15    | 7, 8 y 9 de octubre       | Gran Premio de Japón Circuito de Suzuka Longitud: 307,573 km Vueltas: 53 Ganador 2010: Sebastian Vettel, Red Bull           | Resultados completos |                  |                    |                  |                  |
| 16    | 14, 15 y 16 de octubre    | Gran Premio de Corea del Sur Circuito de Yeongam Longitud: 308,630 km Vueltas: 55 Ganador 2010: Fernando Alonso, Ferrari    |                      | Libres 1         | Michael Schumacher | Ganador          | Sebastian Vettel |
| 16    | 14, 15 y 16 de octubre    | Gran Premio de Corea del Sur Circuito de Yeongam Longitud: 308,630 km Vueltas: 55 Ganador 2010: Fernando Alonso, Ferrari    | Libres 2             | Lewis Hamilton   | 2.do puesto        | Lewis Hamilton   |                  |
| 16    | 14, 15 y 16 de octubre    | Gran Premio de Corea del Sur Circuito de Yeongam Longitud: 308,630 km Vueltas: 55 Ganador 2010: Fernando Alonso, Ferrari    | Libres 3             | Jenson Button    | 3.er puesto        | Mark Webber      |                  |
| 16    | 14, 15 y 16 de octubre    | Gran Premio de Corea del Sur Circuito de Yeongam Longitud: 308,630 km Vueltas: 55 Ganador 2010: Fernando Alonso, Ferrari    | Pole position        | Lewis Hamilton   | Vuelta rápida      | Sebastian Vettel |                  |
| 16    | 14, 15 y 16 de octubre    | Gran Premio de Corea del Sur Circuito de Yeongam Longitud: 308,630 km Vueltas: 55 Ganador 2010: Fernando Alonso, Ferrari    | Resultados completos |                  |                    |                  |                  |
| 17    | 28, 29 y 30 de octubre    | Gran Premio de la India Circuito Internacional de Buddh Longitud:307,249 km Vueltas: 63 Ganador 2010: Primera edición       |                      | Libres 1         | Lewis Hamilton     | Ganador          | Sebastian Vettel |
| 17    | 28, 29 y 30 de octubre    | Gran Premio de la India Circuito Internacional de Buddh Longitud:307,249 km Vueltas: 63 Ganador 2010: Primera edición       | Libres 2             | Felipe Massa     | 2.do puesto        | Jenson Button    |                  |
| 17    | 28, 29 y 30 de octubre    | Gran Premio de la India Circuito Internacional de Buddh Longitud:307,249 km Vueltas: 63 Ganador 2010: Primera edición       | Libres 3             | Sebastian Vettel | 3.er puesto        | Fernando Alonso  |                  |
| 17    | 28, 29 y 30 de octubre    | Gran Premio de la India Circuito Internacional de Buddh Longitud:307,249 km Vueltas: 63 Ganador 2010: Primera edición       | Pole position        | Sebastian Vettel | Vuelta rápida      | Sebastian Vettel |                  |
| 17    | 28, 29 y 30 de octubre    | Gran Premio de la India Circuito Internacional de Buddh Longitud:307,249 km Vueltas: 63 Ganador 2010: Primera edición       | Resultados completos |                  |                    |                  |                  |
| 18    | 11, 12 y 13 de noviembre  | Gran Premio de Abu Dabi Circuito Yas Marina Longitud: 305,361 km Vueltas: 55 Ganador 2010: Sebastian Vettel, Red Bull       |                      | Libres 1         | Jenson Button      | Ganador          | Lewis Hamilton   |
| 18    | 11, 12 y 13 de noviembre  | Gran Premio de Abu Dabi Circuito Yas Marina Longitud: 305,361 km Vueltas: 55 Ganador 2010: Sebastian Vettel, Red Bull       | Libres 2             | Lewis Hamilton   | 2.do puesto        | Fernando Alonso  |                  |
| 18    | 11, 12 y 13 de noviembre  | Gran Premio de Abu Dabi Circuito Yas Marina Longitud: 305,361 km Vueltas: 55 Ganador 2010: Sebastian Vettel, Red Bull       | Libres 3             | Lewis Hamilton   | 3.er puesto        | Jenson Button    |                  |
| 18    | 11, 12 y 13 de noviembre  | Gran Premio de Abu Dabi Circuito Yas Marina Longitud: 305,361 km Vueltas: 55 Ganador 2010: Sebastian Vettel, Red Bull       | Pole position        | Sebastian Vettel | Vuelta rápida      | Mark Webber      |                  |
| 18    | 11, 12 y 13 de noviembre  | Gran Premio de Abu Dabi Circuito Yas Marina Longitud: 305,361 km Vueltas: 55 Ganador 2010: Sebastian Vettel, Red Bull       | Resultados completos |                  |                    |                  |                  |
| 19    | 25, 26 y 27 de noviembre  | Gran Premio de Brasil Circuito de Interlagos Longitud: 305,909 km Vueltas: 71 Ganador 2010: Sebastian Vettel, Red Bull      |                      | Libres 1         | Mark Webber        | Ganador          | Mark Webber      |
| 19    | 25, 26 y 27 de noviembre  | Gran Premio de Brasil Circuito de Interlagos Longitud: 305,909 km Vueltas: 71 Ganador 2010: Sebastian Vettel, Red Bull      | Libres 2             | Lewis Hamilton   | 2.do puesto        | Sebastian Vettel |                  |
| 19    | 25, 26 y 27 de noviembre  | Gran Premio de Brasil Circuito de Interlagos Longitud: 305,909 km Vueltas: 71 Ganador 2010: Sebastian Vettel, Red Bull      | Libres 3             | Sebastian Vettel | 3.er puesto        | Jenson Button    |                  |
| 19    | 25, 26 y 27 de noviembre  | Gran Premio de Brasil Circuito de Interlagos Longitud: 305,909 km Vueltas: 71 Ganador 2010: Sebastian Vettel, Red Bull      | Pole position        | Sebastian Vettel | Vuelta rápida      | Mark Webber      |                  |
| 19    | 25, 26 y 27 de noviembre  | Gran Premio de Brasil Circuito de Interlagos Longitud: 305,909 km Vueltas: 71 Ganador 2010: Sebastian Vettel, Red Bull      | Resultados completos |                  |                    |                  |                  |

## Neumáticos
Listado de neumáticos para esta temporada:
| Nombre del compuesto | Color | Color | Banda de rodadura | Condiciones de circulación | Tipo del compuesto | Adherencia           | Durabilidad        |
| -------------------- | ----- | ----- | ----------------- | -------------------------- | ------------------ | -------------------- | ------------------ |
| Súper blando         | S     |       | Liso              | Seco                       | Blando             | 4 - Más adherencia   | 1 - Menos duradero |
| Blando               | S     |       | Liso              | Seco                       | Blando / Duro      | 3                    | 2                  |
| Medio                | M     |       | Liso              | Seco                       | Blando / Duro      | 2                    | 3                  |
| Duro                 | H     |       | Liso              | Seco                       | Duro               | 1 - Menos adherencia | 4 - Más duradero   |
| Intermedio           | I     |       | Canales           | Mojado                     | Intermedio         |                      |                    |
| De lluvia            | W     |       | Canales           | Mojado                     | De lluvia          |                      |                    |

* Pirelli designa 2 tipos de neumáticos secos para cada Gran Premio según el circuito. El más blando se llama option y el más duro prime.
| Compuesto  | AUS | MYS | CHN | TUR | ESP | MON | CAN | EUR | GBR | GER | HUN | BEL | ITA | SIN | JPN | RCO | IND | ABU | BRA |
| ---------- | --- | --- | --- | --- | --- | --- | --- | --- | --- | --- | --- | --- | --- | --- | --- | --- | --- | --- | --- |
| Blando     | S   | S   | S   | S   | S   | S   | S   | S   | S   | S   | S   | S   | S   | S   | S   | S   | S   | S   | S   |
| Duro       | H   | H   | H   | H   | H   | S   | S   | M   | H   | M   | S   | M   | M   | S   | M   | S   | H   | M   | M   |
| Intermedio | I   | I   | I   | I   | I   | I   | I   | I   | I   | I   | I   | I   | I   | I   | I   | I   | I   | I   | I   |
| De lluvia  | W   | W   | W   | W   | W   | W   | W   | W   | W   | W   | W   | W   | W   | W   | W   | W   | W   | W   | W   |

- Pirelli suministra a los equipos todas las carreras con varios juegos de neumáticos de lluvia intermedia y extrema, sea cual sea el destino y las condiciones ambientales previstas, para evitar sorpresas debidas a posibles fallos en las predicciones meteorológicas.[63]
- La elección de los compuestos los lleva a cabo el fabricante. En la mayoría de los casos, hay un escalón entre los dos compuestos elegidos, pero no es una norma.
- En todos los casos, la opción más blanda de cada carrera tiene una línea amarilla circunferencial en el borde entre la banda de rodadura y la pared exterior de los neumáticos.
- A falta de confirmación oficial por parte de Pirelli, el 15 de agosto se anunció la intención de descartar el compuesto duro para el resto de la temporada, debido a los buenos resultados ofrecidos por el compuesto medio.[64] Sin embargo, el 7 de octubre se anunció que volvería a ser usado para el Gran Premio de la India, al no existir experiencia previa en el mismo y preferir una opción segura., si bien el blando fue elegido como compuesto principal y el duro como opcional.

## Clasificaciones

### Puntuaciones
| Posición | 1.º | 2.º | 3.º | 4.º | 5.º | 6.º | 7.º | 8.º | 9.º | 10.º |
| Puntos   | 25  | 18  | 15  | 12  | 10  | 8   | 6   | 4   | 2   | 1    |

### Campeonato de Pilotos
| Pos. | Piloto             | AUS | MYS | CHN | TUR | ESP | MON | CAN | EUR | GBR | GER | HUN | BEL | ITA | SIN | JPN | RCO | IND | ABU | BRA | Puntos |
| ---- | ------------------ | --- | --- | --- | --- | --- | --- | --- | --- | --- | --- | --- | --- | --- | --- | --- | --- | --- | --- | --- | ------ |
| 1    | Sebastian Vettel   | 1   | 1   | 2   | 1   | 1   | 1   | 2   | 1   | 2   | 4   | 2   | 1   | 1   | 1   | 3   | 1   | 1   | Ret | 2   | 392    |
| 2    | Jenson Button      | 6   | 2   | 4   | 6   | 3   | 3   | 1   | 6   | Ret | Ret | 1   | 3   | 2   | 2   | 1   | 4   | 2   | 3   | 3   | 270    |
| 3    | Mark Webber        | 5   | 4   | 3   | 2   | 4   | 4   | 3   | 3   | 3   | 3   | 5   | 2   | Ret | 3   | 4   | 3   | 4   | 4   | 1   | 258    |
| 4    | Fernando Alonso    | 4   | 6   | 7   | 3   | 5   | 2   | Ret | 2   | 1   | 2   | 3   | 4   | 3   | 4   | 2   | 5   | 3   | 2   | 4   | 257    |
| 5    | Lewis Hamilton     | 2   | 8   | 1   | 4   | 2   | 6   | Ret | 4   | 4   | 1   | 4   | Ret | 4   | 5   | 5   | 2   | 7   | 1   | Ret | 227    |
| 6    | Felipe Massa       | 7   | 5   | 6   | 11  | Ret | Ret | 6   | 5   | 5   | 5   | 6   | 8   | 6   | 9   | 7   | 6   | Ret | 5   | 5   | 118    |
| 7    | Nico Rosberg       | Ret | 12  | 5   | 5   | 7   | 11  | 11  | 7   | 6   | 7   | 9   | 6   | Ret | 7   | 10  | 8   | 6   | 6   | 7   | 89     |
| 8    | Michael Schumacher | Ret | 9   | 8   | 12  | 6   | Ret | 4   | 17  | 9   | 8   | Ret | 5   | 5   | Ret | 6   | Ret | 5   | 7   | 15  | 76     |
| 9    | Adrian Sutil       | 9   | 11  | 15  | 13  | 13  | 7   | Ret | 9   | 11  | 6   | 14  | 7   | Ret | 8   | 11  | 11  | 9   | 8   | 6   | 42     |
| 10   | Vitaly Petrov      | 3   | 17† | 9   | 8   | 11  | Ret | 5   | 15  | 12  | 10  | 12  | 9   | Ret | 17  | 9   | Ret | 11  | 13  | 10  | 37     |
| 11   | Nick Heidfeld      | 12  | 3   | 12  | 7   | 8   | 8   | Ret | 10  | 8   | Ret | Ret |     |     |     |     |     |     |     |     | 34     |
| 12   | Kamui Kobayashi    | DSQ | 7   | 10  | 10  | 10  | 5   | 7   | 16  | Ret | 9   | 11  | 12  | Ret | 14  | 13  | 15  | Ret | 10  | 9   | 30     |
| 13   | Paul di Resta      | 10  | 10  | 11  | Ret | 12  | 12  | NC  | 14  | 15  | 13  | 7   | 11  | 8   | 6   | 12  | 10  | 13  | 9   | 8   | 27     |
| 14   | Jaime Alguersuari  | 11  | 14  | Ret | 16  | 16  | Ret | 8   | 8   | 10  | 12  | 10  | Ret | 7   | 21  | 15  | 7   | 8   | 15  | 11  | 26     |
| 15   | Sébastien Buemi    | 8   | 13  | 14  | 9   | 14  | 10  | 10  | 13  | Ret | 15  | 8   | Ret | 10  | 12  | Ret | 9   | Ret | Ret | 12  | 15     |
| 16   | Sergio Pérez       | DSQ | Ret | 17  | 14  | 9   | DNS |     | 11  | 7   | 11  | 15  | Ret | Ret | 10  | 8   | 16  | 10  | 11  | 13  | 14     |
| 17   | Rubens Barrichello | Ret | Ret | 13  | 15  | 17  | 9   | 9   | 12  | 13  | Ret | 13  | 16  | 12  | 13  | 17  | 12  | 15  | 12  | 14  | 4      |
| 18   | Bruno Senna        |     |     |     |     |     |     |     |     |     |     |     | 13  | 9   | 15  | 16  | 13  | 12  | 16  | 17  | 2      |
| 19   | Pastor Maldonado   | Ret | Ret | 18  | 17  | 15  | 18  | Ret | 18  | 14  | 14  | 16  | 10  | 11  | 11  | 14  | Ret | Ret | 14  | Ret | 1      |
| 20   | Pedro de la Rosa   |     |     |     |     |     |     | 12  |     |     |     |     |     |     |     |     |     |     |     |     | 0      |
| 21   | Jarno Trulli       | 13  | Ret | 19  | 18  | 18  | 13  | 16  | 20  | Ret |     | Ret | 14  | 14  | Ret | 19  | 17  | 19  | 18  | 18  | 0      |
| 22   | Heikki Kovalainen  | Ret | 15  | 16  | 19  | Ret | 14  | Ret | 19  | Ret | 16  | Ret | 15  | 13  | 16  | 18  | 14  | 14  | 17  | 16  | 0      |
| 23   | Vitantonio Liuzzi  | DNQ | Ret | 22  | 22  | Ret | 16  | 13  | 23  | 18  | Ret | 20  | 19  | Ret | 20  | 23  | 21  |     | 20  | Ret | 0      |
| 24   | Jérôme d'Ambrosio  | 14  | Ret | 20  | 20  | 20  | 15  | 14  | 22  | 17  | 18  | 19  | 17  | Ret | 18  | 21  | 20  | 16  | Ret | 19  | 0      |
| 25   | Timo Glock         | NC  | 16  | 21  | DNS | 19  | Ret | 15  | 21  | 16  | 17  | 17  | 18  | 15  | Ret | 20  | 18  | Ret | 19  | Ret | 0      |
| 26   | Narain Karthikeyan | DNQ | Ret | 23  | 21  | 21  | 17  | 17  | 24  |     |     |     |     |     |     |     |     | 17  |     |     | 0      |
| 27   | Daniel Ricciardo   |     |     |     |     |     |     |     |     | 19  | 19  | 18  | Ret | NC  | 19  | 22  | 19  | 18  | Ret | 20  | 0      |
| 28   | Karun Chandhok     |     |     |     |     |     |     |     |     |     | 20  |     |     |     |     |     |     |     |     |     | 0      |
| Pos. | Piloto             | AUS | MYS | CHN | TUR | ESP | MON | CAN | EUR | GBR | GER | HUN | BEL | ITA | SIN | JPN | RCO | IND | ABU | BRA | Puntos |

| Color      | Resultado                          |
| ---------- | ---------------------------------- |
| Oro        | Ganador                            |
| Plata      | 2.º puesto                         |
| Bronce     | 3.er puesto                        |
| Verde      | Finalizó en los puntos             |
| Azul       | Finalizó sin puntos                |
| Azul       | NC - No clasificado                |
| Violeta    | Ret - No terminó                   |
| Rojo       | DNQ - No se clasificó              |
| Rojo       | DNPQ - No se preclasificó          |
| Negro      | DSQ - Descalificado                |
| Blanco     | DNS - No empezó                    |
| Blanco     | WD - Retirado                      |
| Blanco     | C - Carrera cancelada              |
| Azul claro | TD - Entrenamientos libres (2003-) |
| Sin color  | DNP - Inscrito, pero no participó  |
| Sin color  | INJ - Inscrito, pero lesionado     |
| Sin color  | EX - Excluido                      |

| Estado  | Resultado                                                                             |
| ------- | ------------------------------------------------------------------------------------- |
| Negrita | Pole position                                                                         |
| Cursiva | Vuelta rápida                                                                         |
| 1-8     | Posiciones puntuables de clasificación sprint (2021-)                                 |
| †       | No acabó el Gran Premio, pero fue clasificado ya que completó el porcentaje necesario |
| ‡       | Monoplaza compartido                                                                  |
| ~       | Se otorgó la mitad de puntos ya que no se cumplió con el 75% de la carrera            |
| ≠       | No obtuvo puntos ya que era piloto invitado                                           |
| F2      | Inscrito para carrera de Fórmula 2, no sumaba puntos                                  |

### Estadísticas del Campeonato de Pilotos
| Pos. | Piloto             | Escudería   | Grandes Premios | Victorias | Podios | Poles | Vueltas rápidas | Puntos |
| ---- | ------------------ | ----------- | --------------- | --------- | ------ | ----- | --------------- | ------ |
| 1    | Sebastian Vettel   | Red Bull    | 19              | 11        | 17     | 15    | 3               | 392    |
| 2    | Jenson Button      | McLaren     | 19              | 3         | 12     |       | 3               | 270    |
| 3    | Mark Webber        | Red Bull    | 19              | 1         | 10     | 3     | 7               | 258    |
| 4    | Fernando Alonso    | Ferrari     | 19              | 1         | 10     |       | 1               | 257    |
| 5    | Lewis Hamilton     | McLaren     | 19              | 3         | 6      | 1     | 3               | 227    |
| 6    | Felipe Massa       | Ferrari     | 19              |           |        |       | 2               | 118    |
| 7    | Nico Rosberg       | Mercedes    | 19              |           |        |       |                 | 89     |
| 8    | Michael Schumacher | Mercedes    | 19              |           |        |       |                 | 76     |
| 9    | Adrian Sutil       | Force India | 19              |           |        |       |                 | 42     |
| 10   | Vitaly Petrov      | Renault     | 19              |           | 1      |       |                 | 37     |
| 11   | Nick Heidfeld      | Renault     | 11              |           | 1      |       |                 | 34     |
| 12   | Kamui Kobayashi    | Sauber      | 19              |           |        |       |                 | 30     |
| 13   | Paul di Resta      | Force India | 19              |           |        |       |                 | 27     |
| 14   | Jaime Alguersuari  | Toro Rosso  | 19              |           |        |       |                 | 26     |
| 15   | Sébastien Buemi    | Toro Rosso  | 19              |           |        |       |                 | 15     |
| 16   | Sergio Pérez       | Sauber      | 17              |           |        |       |                 | 14     |
| 17   | Rubens Barrichello | Williams    | 19              |           |        |       |                 | 4      |
| 18   | Bruno Senna        | Renault     | 8               |           |        |       |                 | 2      |
| 19   | Pastor Maldonado   | Williams    | 19              |           |        |       |                 | 1      |
| 20   | Pedro de la Rosa   | Sauber      | 1               |           |        |       |                 | 0      |
| 21   | Jarno Trulli       | Lotus       | 18              |           |        |       |                 | 0      |
| 22   | Heikki Kovalainen  | Lotus       | 19              |           |        |       |                 | 0      |
| 23   | Vitantonio Liuzzi  | HRT         | 18              |           |        |       |                 | 0      |
| 24   | Jérôme d'Ambrosio  | Virgin      | 19              |           |        |       |                 | 0      |
| 25   | Timo Glock         | Virgin      | 18              |           |        |       |                 | 0      |
| 26   | Narain Karthikeyan | HRT         | 8               |           |        |       |                 | 0      |
| 27   | Daniel Ricciardo   | HRT         | 11              |           |        |       |                 | 0      |
| 28   | Karun Chandhok     | Lotus       | 1               |           |        |       |                 | 0      |

### Campeonato de Constructores
| Pos. | Constructor          | N.º | AUS | MYS | CHN | TUR | ESP | MON | CAN | EUR | GBR | GER | HUN | BEL | ITA | SIN | JPN | RCO | IND | ABU | BRA | Puntos |
| ---- | -------------------- | --- | --- | --- | --- | --- | --- | --- | --- | --- | --- | --- | --- | --- | --- | --- | --- | --- | --- | --- | --- | ------ |
| 1    | Red Bull-Renault     | 1   | 1   | 1   | 2   | 1   | 1   | 1   | 2   | 1   | 2   | 4   | 2   | 1   | 1   | 1   | 3   | 1   | 1   | Ret | 2   | 650    |
| 1    | Red Bull-Renault     | 2   | 5   | 4   | 3   | 2   | 4   | 4   | 3   | 3   | 3   | 3   | 5   | 2   | Ret | 3   | 4   | 3   | 4   | 4   | 1   | 650    |
| 2    | McLaren-Mercedes     | 3   | 2   | 8   | 1   | 4   | 2   | 6   | Ret | 4   | 4   | 1   | 4   | Ret | 4   | 5   | 5   | 2   | 7   | 1   | Ret | 497    |
| 2    | McLaren-Mercedes     | 4   | 6   | 2   | 4   | 6   | 3   | 3   | 1   | 6   | Ret | Ret | 1   | 3   | 2   | 2   | 1   | 4   | 2   | 3   | 3   | 497    |
| 3    | Ferrari              | 5   | 4   | 6   | 7   | 3   | 5   | 2   | Ret | 2   | 1   | 2   | 3   | 4   | 3   | 4   | 2   | 5   | 3   | 2   | 4   | 375    |
| 3    | Ferrari              | 6   | 7   | 5   | 6   | 11  | Ret | Ret | 6   | 5   | 5   | 5   | 6   | 8   | 6   | 9   | 7   | 6   | Ret | 5   | 5   | 375    |
| 4    | Mercedes             | 7   | Ret | 9   | 8   | 12  | 6   | Ret | 4   | 17  | 9   | 8   | Ret | 5   | 5   | Ret | 6   | Ret | 5   | 7   | 15  | 165    |
| 4    | Mercedes             | 8   | Ret | 12  | 5   | 5   | 7   | 11  | 11  | 7   | 6   | 7   | 9   | 6   | Ret | 7   | 10  | 8   | 6   | 6   | 7   | 165    |
| 5    | Renault              | 9   | 12  | 3   | 12  | 7   | 8   | 8   | Ret | 10  | 8   | Ret | Ret | 13  | 9   | 15  | 16  | 13  | 12  | 16  | 17  | 73     |
| 5    | Renault              | 10  | 3   | 17† | 9   | 8   | 11  | Ret | 5   | 15  | 12  | 10  | 12  | 9   | Ret | 17  | 9   | Ret | 11  | 13  | 10  | 73     |
| 6    | Force India-Mercedes | 14  | 9   | 11  | 15  | 13  | 13  | 7   | Ret | 9   | 11  | 6   | 14  | 7   | Ret | 8   | 11  | 11  | 9   | 8   | 6   | 69     |
| 6    | Force India-Mercedes | 15  | 10  | 10  | 11  | Ret | 12  | 12  | 18† | 14  | 15  | 13  | 7   | 11  | 8   | 6   | 12  | 10  | 13  | 9   | 8   | 69     |
| 7    | Sauber-Ferrari       | 16  | DSQ | 7   | 10  | 10  | 10  | 5   | 7   | 16  | Ret | 9   | 11  | 12  | Ret | 14  | 13  | 15  | Ret | 10  | 9   | 44     |
| 7    | Sauber-Ferrari       | 17  | DSQ | Ret | 17  | 14  | 9   | DNS | 12  | 11  | 7   | 11  | 15  | Ret | Ret | 10  | 8   | 16  | 10  | 11  | 13  | 44     |
| 8    | Toro Rosso-Ferrari   | 18  | 8   | 13  | 14  | 9   | 14  | 10  | 10  | 13  | Ret | 15  | 8   | Ret | 10  | 12  | Ret | 9   | Ret | Ret | 11  | 41     |
| 8    | Toro Rosso-Ferrari   | 19  | 11  | 14  | Ret | 16  | 16  | Ret | 8   | 8   | 10  | 12  | 10  | Ret | 7   | 21  | 15  | 7   | 8   | 15  | 12  | 41     |
| 9    | Williams-Cosworth    | 11  | Ret | Ret | 13  | 15  | 17  | 9   | 9   | 12  | 13  | Ret | 13  | 16  | 12  | 13  | 17  | 12  | 15  | 12  | 14  | 5      |
| 9    | Williams-Cosworth    | 12  | Ret | Ret | 18  | 17  | 15  | 18† | Ret | 18  | 14  | 14  | 16  | 10  | 11  | 11  | 14  | Ret | Ret | 14  | Ret | 5      |
| 10   | Lotus-Renault        | 20  | Ret | 15  | 16  | 19  | Ret | 14  | Ret | 19  | Ret | 16  | Ret | 15  | 13  | 16  | 18  | 14  | 14  | 17  | 16  | 0      |
| 10   | Lotus-Renault        | 21  | 13  | Ret | 19  | 18  | 18  | 13  | 16  | 20  | Ret | 20  | Ret | 14  | 14  | Ret | 19  | 17  | 19  | 18  | 18  | 0      |
| 11   | HRT-Cosworth         | 22  | DNQ | Ret | 23  | 21  | 21  | 17  | 17  | 24  | 19  | 19  | 18  | Ret | NC  | 19  | 22  | 19  | 18  | Ret | 20  | 0      |
| 11   | HRT-Cosworth         | 23  | DNQ | Ret | 22  | 22  | Ret | 16  | 13  | 23  | 18  | Ret | 20  | 19  | Ret | 20  | 23  | 21  | 17  | 20  | Ret | 0      |
| 12   | Virgin-Cosworth      | 24  | NC  | 16  | 21  | DNS | 19  | Ret | 15  | 21  | 16  | 17  | 17  | 18  | 15  | Ret | 20  | 18  | Ret | 19  | Ret | 0      |
| 12   | Virgin-Cosworth      | 25  | 14  | Ret | 20  | 20  | 20  | 15  | 14  | 22  | 17  | 18  | 19  | 17  | Ret | 18  | 21  | 20  | 16  | Ret | 19  | 0      |
| Pos. | Constructor          | N.º | AUS | MYS | CHN | TUR | ESP | MON | CAN | EUR | GBR | GER | HUN | BEL | ITA | SIN | JPN | RCO | IND | ABU | BRA | Puntos |

| Color      | Resultado                          |
| ---------- | ---------------------------------- |
| Oro        | Ganador                            |
| Plata      | 2.º puesto                         |
| Bronce     | 3.er puesto                        |
| Verde      | Finalizó en los puntos             |
| Azul       | Finalizó sin puntos                |
| Azul       | NC - No clasificado                |
| Violeta    | Ret - No terminó                   |
| Rojo       | DNQ - No se clasificó              |
| Rojo       | DNPQ - No se preclasificó          |
| Negro      | DSQ - Descalificado                |
| Blanco     | DNS - No empezó                    |
| Blanco     | WD - Retirado                      |
| Blanco     | C - Carrera cancelada              |
| Azul claro | TD - Entrenamientos libres (2003-) |
| Sin color  | DNP - Inscrito, pero no participó  |
| Sin color  | INJ - Inscrito, pero lesionado     |
| Sin color  | EX - Excluido                      |

| Estado  | Resultado                                                                             |
| ------- | ------------------------------------------------------------------------------------- |
| Negrita | Pole position                                                                         |
| Cursiva | Vuelta rápida                                                                         |
| 1-8     | Posiciones puntuables de clasificación sprint (2021-)                                 |
| †       | No acabó el Gran Premio, pero fue clasificado ya que completó el porcentaje necesario |
| ‡       | Monoplaza compartido                                                                  |
| ~       | Se otorgó la mitad de puntos ya que no se cumplió con el 75% de la carrera            |
| ≠       | No obtuvo puntos ya que era piloto invitado                                           |
| F2      | Inscrito para carrera de Fórmula 2, no sumaba puntos                                  |

### Estadísticas del Campeonato de Constructores
| Pos. | Constructor | Chasis       | Motor    | Grandes Premios | Victorias | Podios | Poles | Vueltas rápidas | Puntos |
| ---- | ----------- | ------------ | -------- | --------------- | --------- | ------ | ----- | --------------- | ------ |
| 1    | Red Bull    | RB7          | Renault  | 19              | 12        | 27     | 18    | 10              | 650    |
| 2    | McLaren     | MP4-26       | Mercedes | 19              | 6         | 18     | 1     | 6               | 497    |
| 3    | Ferrari     | 150.º Italia | Ferrari  | 19              | 1         | 10     |       | 3               | 375    |
| 4    | Mercedes    | MGP W02      | Mercedes | 19              |           |        |       |                 | 165    |
| 5    | Renault     | R31          | Renault  | 19              |           | 2      |       |                 | 73     |
| 6    | Force India | VJM04        | Mercedes | 19              |           |        |       |                 | 69     |
| 7    | Sauber      | C30          | Ferrari  | 19              |           |        |       |                 | 44     |
| 8    | Toro Rosso  | STR6         | Ferrari  | 19              |           |        |       |                 | 41     |
| 9    | Williams    | FW33         | Cosworth | 19              |           |        |       |                 | 5      |
| 10   | Lotus       | T128         | Renault  | 19              |           |        |       |                 | 0      |
| 11   | HRT         | F111         | Cosworth | 18              |           |        |       |                 | 0      |
| 12   | Virgin      | MVR-02       | Cosworth | 19              |           |        |       |                 | 0      |